# Stürzelbronn-Schönauer Felsenland
Das Stürzelbronn-Schönauer Felsenland ist ein grenzüberschreitender Naturraum im Biosphärenreservat Pfälzerwald-Vosges du Nord. Das auf deutscher Seite liegende Schönauer Felsenland und das auf französischer Seite liegende Stürzelbronner Felsenland sind sehr ähnlich und werden daher unter diesem Begriff zusammengefasst.